# Wettsteinia
Wettsteinia là một chi rêu trong họ Adelanthaceae.